# الخروج من المأزق (مسلسل)

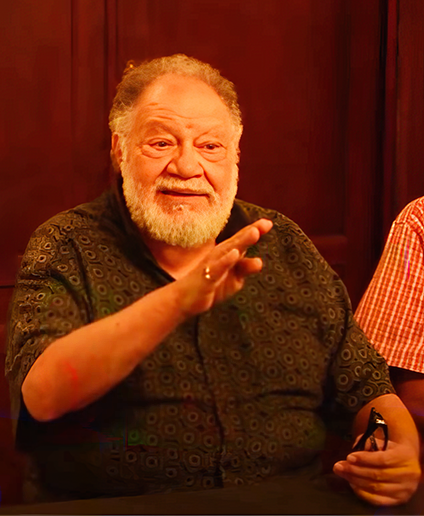
يحيى الفخراني في دور الحاج سيد يوسف

الخروج من المأزق مسلسل دراما عربي من بطولة الفنان يحيى الفخراني ورانيا فريد شوقي، عُرض على شاشة التليفزيون لأول مرة في عام 1995، وهو قصة وسيناريو وحوار: نبيل غلام وإخراج: صفوت القشيري.

## القصة
يحكي المسلسل قصة أحد أصحاب شركات توظيف الأموال التي انتشرت في مصر في الثمانينات وتسببت بالعديد من المشكلات للاقتصاد القومي، كذلك قام العديد من هذه الشركات بالنصب على المودعين وسرقة أموالهم.

## طاقم العمل
يحيى الفخراني - إيمان - أحمد توفيق - مصطفى متولي - إنعام سالوسة - صبري عبد العزيز - وائل نور - نشوى مصطفى - جمال عبد الناصر - محسن محيى - حمدي أحمد - عبد العزيز مخيون - محمد متولي - عبد المحسن سليم - علي حسنين - عاطف طنطاوي - ليلى جمال - رؤوف مصطفى - علي خليفة - عبد الحميد أنيس - أحمد الطاهر - محمود عامر - مصطفى درويش - عبد الرحيم حسن - ناهد إسماعيل - ماهر سليم - محمد الشرشابي - عزت بدران - علية حامد - خالد حمزة - محمد سعيد - علية علي - عبد الله الشرقاوي - سعد أبو النصر - محمد دردير - أحمد زاهر - فاروق الباجوري - علي الزفتاوي - ماجدة منير - محمد جبريل - طارق متولي - فاروق نوح - سمير رامي - محمود القشيري - متولي علوان - أنسى المصري - أحمد رأفت - محمد الصوفي - حسن صلاح - عبد اللطيف الطحاوي - عصام السيسي - فوقية منصور - فايزة أبو حطب - أنور حسونة - محمد عابدين - الوجه الجديد/ رانيا فريد شوقي.